# جندالا، خیبر پختونخوا
جندالا (به انگلیسی: Jandala) یک منطقهٔ مسکونی در پاکستان است که در خیبر پختونخوا واقع شده‌است. جندالا ۱٬۵۸۹ متر بالاتر از سطح دریا واقع شده‌است.